# 袋インターチェンジ
袋インターチェンジ（ふくろインターチェンジ）は、熊本県水俣市袋で事業中の南九州西回り自動車道（芦北出水道路）のインターチェンジである。名称は仮称である。

## 歴史
- 2007年（平成19年）3月5日 : 水俣IC - 県境間が都市計画決定。
- 未定 : 水俣IC - 出水IC間開通に伴い供用開始予定。

## 道路
- E3A 南九州西回り自動車道（芦北出水道路）

## 接続する道路
- 国道3号（予定）

## 周辺
- 肥薩おれんじ鉄道：袋駅（無人駅）
- 水俣市立袋小学校
- 水俣市立袋中学校

## 隣
E3A 南九州西回り自動車道（芦北出水道路）
水俣IC - 袋IC（仮称・事業中） - 出水北IC（仮称・事業中）